# Dušanka Biberović
Dušanka Biberović zd. Karić (ur. 7 czerwca 1986 w Belgradzie) – serbska siatkarka, grająca na pozycji przyjmującej. Wraz z reprezentacją Serbii i Czarnogóry wywalczyła srebrny medal mistrzostw świata juniorek w 2005 roku.